# Tupilquillo
Tupilquillo är en ort i Mexiko.   Den ligger i kommunen Comalcalco och delstaten Tabasco, i den sydöstra delen av landet, 600 km öster om huvudstaden Mexico City. Tupilquillo ligger 11 meter över havet och antalet invånare är 415.
Terrängen runt Tupilquillo är mycket platt. Runt Tupilquillo är det ganska tätbefolkat, med 179 invånare per kvadratkilometer. Närmaste större samhälle är Comalcalco, 13,8 km öster om Tupilquillo. Trakten runt Tupilquillo består till största delen av jordbruksmark.